# صلاة الجمعة في طهران أكتوبر 2024
أقيمت صلاة الجمعة في طهران في أكتوبر 2024 في مسجد المصلى الكبير ، وحضرها آلاف المصلين. ألقى خامنئي خطبتين بالفارسية والعربية، استغرقتا 40 دقيقة في 4 أكتوبر
أقيمت صلاة الجمعة بعد أيام قليلة من الهجوم الصاروخي الإيراني على إسرائيل . كانت آخر مرة ألقى فيها خامنئي خطبة صلاة الجمعة بعد وقت قصير من اغتيال قاسم سليماني في عام 2020. في خطبته، وصف خامنئي هجوم حماس على إسرائيل في أكتوبر 2023 بأنه عمل مشروع وأعرب عن دعمه للجماعات العربية المنخرطة في الصراع مع إسرائيل.
وكان رئيس إيران مسعود بزشكيان ورئيس البرلمان وكبار القادة العسكريين يجلسون في الصف الأمامي من الحفل.

## الخلفية

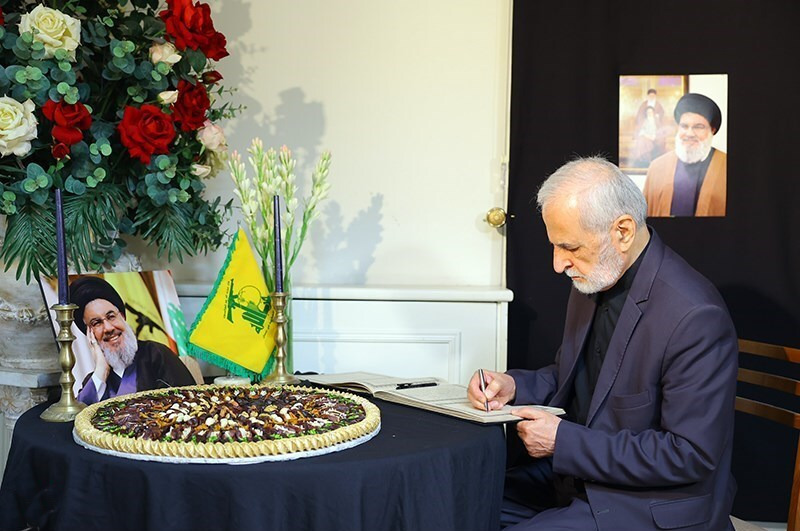

في صباح يوم الجمعة 3 أكتوبر 2024، أقيمت مراسم في مسجد المصلى الكبير في طهران لإحياء ذكرى السيد حسن نصر الله الذي قُتل في الهجمات الإسرائيلية على جنوب لبنان .وفي أعقاب هذه المراسم، أم خامنئي صلاة الجمعة وألقى خطبتين. أقيمت الصلاة بعد ثلاثة أيام من الهجوم الصاروخي الإيراني على إسرائيل. كان هذا الهجوم ردًا على تصرفات إسرائيل الأخيرة في لبنان وفلسطين، فضلاً عن مقتل كبار القادة من إيران وحماس ( إسماعيل هنية ) وحزب الله.

## الخطبة
في خطبه في صلاة الجمعة، أشاد خامنئي بالهجوم الصاروخي الإيراني في أكتوبر 2024، ووصفه بأنه عمل رائع. وأشار إلى إسرائيل باعتبارها الكلب البري للولايات المتحدة. وأكد خامنئي أن القضية الأساسية التي يرغب في معالجتها هي وحدة الدول الإسلامية. وذكر أن جميع الدول الإسلامية، من أفغانستان إلى اليمن ومن إيران إلى غزة ولبنان يجب أن تتحد ضد إسرائيل . ووفقًا لتقرير تلفزيوني رسمي، أعلن خامنئي أنه إذا لزم الأمر، فإن إيران ستكرر هجوم أكتوبر.

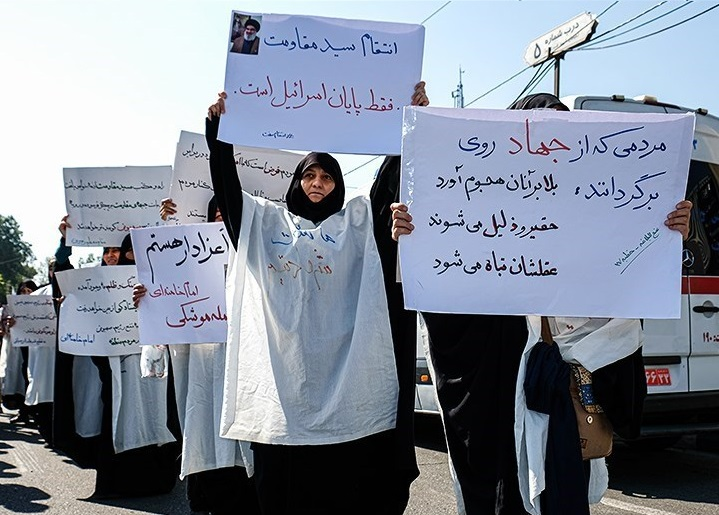

في تقرير تلفزيوني وطني، حملت امرأة ترتدي ثوبًا أبيض - رمز الموت - طفلاً بين ذراعيها وقالت: "نحن لسنا خائفين من أي تهديد

## ردود أفعال
عدد المشاركين في صلاة الجمعة هذه بحوالي ألف فرد إيراني
وأفاد مراسل الجزيرة خامنئي أوصل رسالة إلى إسرائيل بإقامته صلاة الجمعة خلال هذه الفترة الحرجة، مشيراً إلى أن السلطات الإيرانية لا تسعى إلى اللجوء. ويعتقد أن تأكيد خامنئي على الوحدة، وسط احتمالات الحرب المتزايدة، بمثابة دعوة إلى رد منسق ضد إسرائيل.
وبحسب تقرير لهيئة الإذاعة البريطانية (بي بي سي) فقد ظهرت مؤشرات في أعقاب اغتيال السيد حسن نصر الله، زعيم حزب الله، على أن آية الله خامنئي قد غيّر مكانه. ومع ذلك، فقد أظهر خامنئي، بحضوره صلاة الجمعة، أنه لا ينوي الاختباء
وذكرت صحيفة الجارديان أن زعيم إيران أظهر دعم الشعب الإيراني للضربة الجوية على إسرائيل من خلال حشد حشد كبير في مسجد المصلى الكبير في طهران. وجاء هذا التضامن في أعقاب مقتل هنية وحسن نصر الله وعباس نيلفوروشان، أحد قادة الحرس الثوري الإيراني.
صرح سينا آزدي، الأستاذ المساعد في جامعة جورج واشنطن والخبير في شؤون الأمن القومي الإيراني، أن علي خامنئي نقل في خطابه رسائل تؤكد على التضامن مع السلطات والمجموعات العربية، فضلاً عن ضرورة الدعم الداخلي رداً على تصرفات إيران ضد إسرائيل. وأشار آزدي إلى أن تصريحات خامنئي تشير إلى أن إيران ترد بطريقة عقلانية ولن تتصرف باندفاع؛ ومع ذلك، في حالة وقوع هجوم إسرائيلي، فإن إيران سترد بالتأكيد.

## انظر ايضا
- الضربات الإيرانية على إسرائيل (أكتوبر 2024)